# کژمینگتسا (استان پومرانی)
کژمینگتسا (به لهستانی:  Krzemienica) یک روستا در لهستان است که در گمینا سووپسک واقع شده‌است. کژمینگتسا  ۱۵۹ نفر جمعیت دارد.